# Ernst Jentsch
Ernst Anton Jentsch (1867 – 1919) è stato uno psichiatra tedesco.
Ha scritto opere sulla psicologia e sulla patologia ed è meglio conosciuto per il suo trattato On the Psychology of the Uncanny (Circa la psicologia di ciò che è sconosciuto) del 1906. Comunque, egli ha scritto anche testi sullo stato d'animo e sulla psicologia della musica. Egli è ricordato soprattutto per l'influenza esercitata sullo psicoanalista Sigmund Freud, il quale menziona l'opera di Jentsch nel suo trattato The Uncanny (Il perturbante). L'opera di Jentsch eserciterà inoltre grande influenza sulla teoria dell'Uncanny valley (la zona perturbante).
Morì nel 1919.

## Opere
- Musik und Nerven (2 volumi, 1904 e 1911)
- Zur Psychologie des Unheimlichen (1906)
- Die Laune (1912)
- Das pathologische bei Otto Ludwig (1913)